# パリキール
パリキール（Palikir）は、太平洋のミクロネシア連邦の首都。北緯6度55分、東経158度9分のポンペイ島（Pohnpei）北西部に位置する。

## 概要
市街地と呼べるものはなく、行政府など政府機能が集中している一画を除けばパリキールは1つの小さな村に過ぎない。
在ミクロネシア連邦日本国大使館もパリキールではなく、旧首都コロニアに所在している。

## 語源
伝説によればパリキールはその土地の美しさ故に外部の者に介入されることを嫌い、土地がひとりでに海に沈んだという。そして現在のパリキールは土地が痩せているが、この有り様は kihr〈沈んでいる〉+ pali〈側〉で〈沈んでいた側〉、つまり〈裏側〉であるということである。なおパリキールの古雅名はリキンラマラム (Likinlamalam) といったがこれは liki〈外〉 + lamalam〈考え〉で〈意思の外〉を意味し、古い時代のポンペイ王シャウ・テレウルの支配から独立していたことと合致する。

## 地理

### 気候
| パリキールの気候       | パリキールの気候 | パリキールの気候 | パリキールの気候 | パリキールの気候 | パリキールの気候 | パリキールの気候 | パリキールの気候 | パリキールの気候 | パリキールの気候 | パリキールの気候 | パリキールの気候 | パリキールの気候 | パリキールの気候 |
| 月                     | 1月              | 2月              | 3月              | 4月              | 5月              | 6月              | 7月              | 8月              | 9月              | 10月             | 11月             | 12月             | 年               |
| ---------------------- | ---------------- | ---------------- | ---------------- | ---------------- | ---------------- | ---------------- | ---------------- | ---------------- | ---------------- | ---------------- | ---------------- | ---------------- | ---------------- |
| 平均最高気温 °C （°F） | 30 (86)          | 30 (86)          | 31 (87)          | 31 (87)          | 31 (87)          | 31 (87)          | 31 (88)          | 31 (88)          | 31 (88)          | 31 (88)          | 31 (88)          | 31 (87)          | 30.8 (87.3)      |
| 平均最低気温 °C （°F） | 24 (75)          | 24 (76)          | 24 (75)          | 24 (75)          | 24 (75)          | 23 (74)          | 23 (73)          | 23 (73)          | 23 (73)          | 23 (73)          | 23 (73)          | 24 (75)          | 23.5 (74.2)      |
| 降水量 cm （inch）     | 300 (12)         | 264 (10.4)       | 361 (14.2)       | 447 (17.6)       | 493 (19.4)       | 434 (17.1)       | 445 (17.5)       | 422 (16.6)       | 410 (16)         | 411 (16.2)       | 401 (15.8)       | 410 (16)         | 4,798 (188.8)    |
| 出典：Weatherbase      |                  |                  |                  |                  |                  |                  |                  |                  |                  |                  |                  |                  |                  |

## 歴史
もともと連邦の首都は同島最大の町・コロニアに置かれていたが、1986年に独立した連邦はパリキールに新たな政府施設の建設を決定。主にアメリカ合衆国からの支援により行政庁舎や裁判所などの近代的な施設が作られ、1989年に連邦の新たな首都となった。

## 対外関係

### 姉妹都市･提携都市
提携都市
- ヌクアロファ（トンガ王国 トンガタプ島）
- サン・セバスティアン（スペイン王国 バスク州 ギプスコア県）